# Campionato del mondo rally
Il Campionato del mondo rally (World Rally Championship o WRC) è la massima competizione mondiale per auto da rally.
Inizialmente venne istituito il Campionato internazionale costruttori per vetture da rally che nacque nel 1970. Nel 1973 il nome fu cambiato in "Campionato del mondo rally". Nel 1977 e 1978 venne assegnata una Coppa Internazionale FIA per Piloti, mentre dal 1979 venne istituito anche un vero e proprio Campionato Mondiale per piloti.

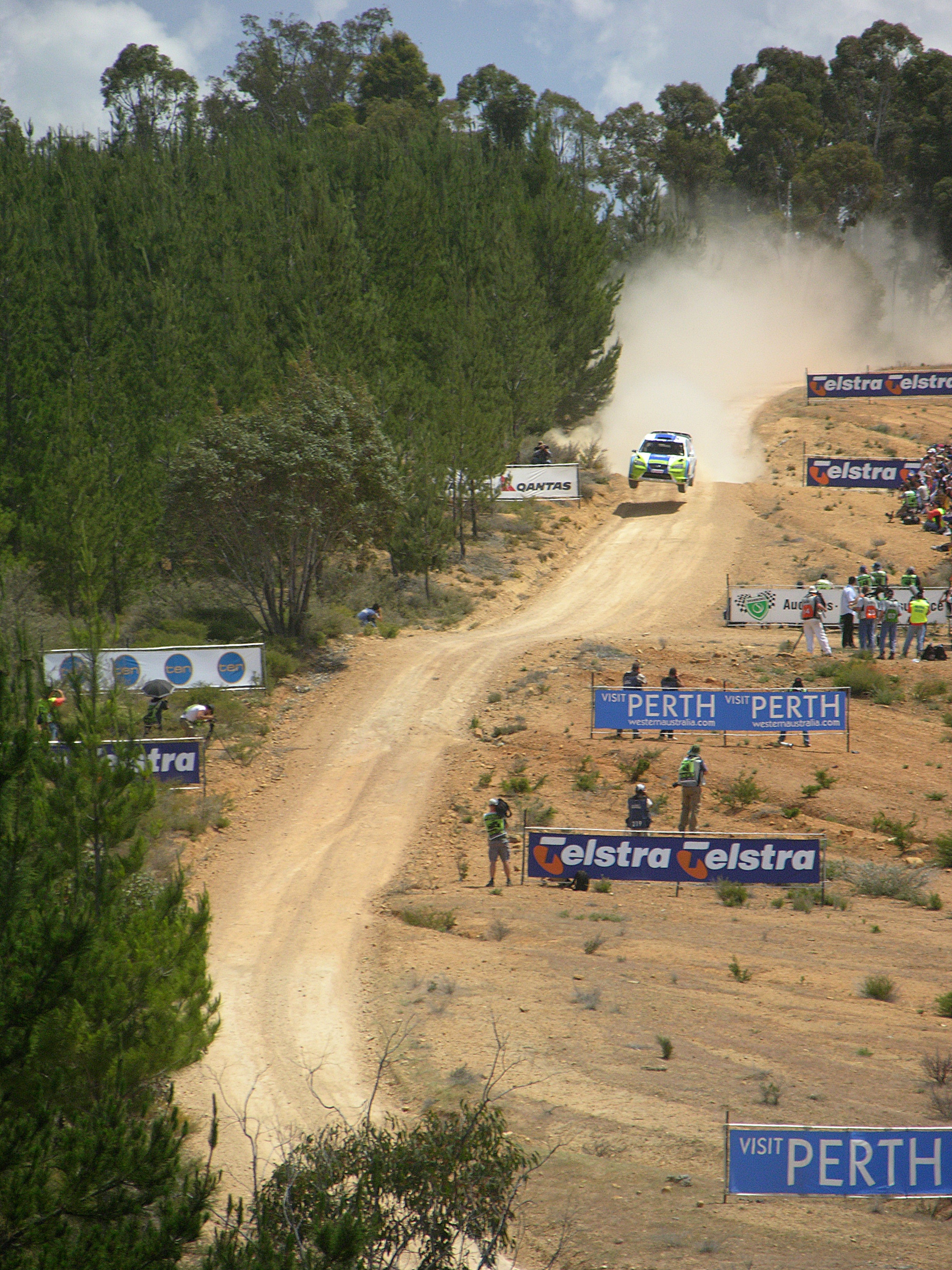
Marcus Grönholm nel Rally d'Australia 2006.

## Struttura
Il campionato comprende una serie di gare a tappe (attualmente sono 13) che si disputano in vari Paesi del mondo da fine gennaio a inizio novembre: ogni gara è composta da un certo numero di prove cronometrate, dette prove speciali, generalmente suddivise in tre giornate di gara (solitamente venerdì, sabato e domenica).
Al termine di ogni gara si sommano i tempi di ogni prova speciale e la vittoria va a chi ha totalizzato il tempo più basso.
Le gare si disputano su strade pubbliche chiuse al traffico nei tratti cronometrati. Il fondo stradale può variare a seconda del luogo o delle condizioni atmosferiche, si hanno quindi rally su asfalto, ghiaia, sterrato o neve e ghiaccio.

### Regolamento
Vince il campionato chi totalizza più punti in una stagione, questo vale sia per i costruttori che per piloti e co-piloti, per i costruttori i punti assegnati avvengono con la stessa modalità dei piloti ma vengono assegnati soltanto alle prime 2 vetture di ogni squadra, purché iscritta ufficialmente al campionato stesso.

### Punteggio
In principio esisteva solo il Titolo Costruttori, cosicché la classifica comprendeva inizialmente solo le Case automobilistiche che partecipavano al mondiale. Nel 1977 e 1978 si assegnò anche la "Coppa FIA Piloti", mentre dal 1979 la classifica venne suddivisa in "Campionato del Mondo Marche" e "Campionato del Mondo piloti". Dal 1979 ad oggi i punteggi hanno subito varie revisioni come riportato nelle tabelle sottostanti, ma si può notare come dal 1997 siano uguali a quelli della Formula 1. Dal 2011 vi è la power stage: nell'ultima speciale i primi tre piloti classificati guadagnano rispettivamente ulteriori 3, 2 e 1 punti da aggiungere direttamente in classifica; dalla stagione 2017 la power stage assegna punti ai primi cinque classificati, nello specifico 5, 4, 3, 2 e 1 punti.
| Stagioni    | 1º        | 2º        | 3º       | 4º       | 5º      | 6º      | 7º      | 8º      | 9º    | 10º   | Note                  |
| ----------- | --------- | --------- | -------- | -------- | ------- | ------- | ------- | ------- | ----- | ----- | --------------------- |
| 1979 - 1985 | 20        | 15        | 12       | 10       | 8       | 6       | 4       | 3       | 2     | 1     | [ 2 ] [ 3 ]           |
| 1986        | (20) [13] | (15) [10] | (12) [7] | (10) [5] | (8) [4] | (6) [3] | (4) [2] | (3) [1] | (2) . | (1) . | (Gruppo B) [Gruppo A] |
| 1987 - 1996 | (20) [13] | (15) [10] | (12) [7] | (10) [5] | (8) [4] | (6) [3] | (4) [2] | (3) [1] | (2) . | (1) . | (Gruppo A) [Gruppo N] |
| 1997 - 2002 | 10        | 6         | 4        | 3        | 2       | 1       |         |         |       |       | [ 2 ] [ 3 ]           |
| 2003 - 2009 | 10        | 8         | 6        | 5        | 4       | 3       | 2       | 1       |       |       | [ 2 ] [ 3 ]           |
| 2010 - 2023 | 25        | 18        | 15       | 12       | 10      | 8       | 6       | 4       | 2     | 1     | [ 2 ] [ 3 ] [ 4 ]     |
| 2024        | 18+7      | 15+6      | 13+5     | 10+4     | 8+3     | 6+2     | 4+1     | 3       | 2     | 1     | [ 5 ] [ 6 ]           |
| 2025        | 25+5      | 17+4      | 15+3     | 12+2     | 10+1    | 8       | 6       | 4       | 2     | 1     | [ 7 ] [ 8 ]           |

| Stagioni    | 1º       | 2º       | 3º      | 4º      | 5º      | 6º      | 7º      | 8º      | 9º  | 10º | 11º | 12º | 13º | 14º | 15º | 16º | Note |
| 1973 - 1976 | 20       | 15       | 12      | 10      | 8       | 6       | 4       | 3       | 2   | 1   |     |     |     |     |     |     | Viene contato solo il punteggio del primo classificato di ogni marca |
| 1977 - 1985 | 18       | 16       | 14      | 13      | 12      | 11      | 10      | 9       | 8   | 7   | 6   | 5   | 4   | 3   | 2   | 1   | Viene contato solo il punteggio del primo classificato di ogni marca |
| 1986 - 1994 | 12+8 [8] | 10+7 [7] | 8+6 [6] | 7+5 [5] | 6+4 [4] | 5+3 [3] | 4+2 [2] | 3+1 [1] | 2   | 1   |     |     |     |     |     |     | Posizione assoluta + posizione di gruppo (punti addizionali che vengono guadagnati solo se si arriva tra i primi 10 assoluti). Viene contato solo il punteggio del primo classificato di ogni marca. [X]: punti per il campionato di gruppo A nel 1986. |
| 1995 - 1996 | 25+10    | 20+9     | 17+8    | 14+7    | 12+6    | 10+5    | 9+4     | 8+3     | 7+2 | 6+1 | 5   | 4   | 3   | 2   | 1   |     | Posizione assoluta + posizione di gruppo. Viene contato solo il punteggio dei primi due classificati di ogni marca. |
| 1997 - 2002 | 10       | 6        | 4       | 3       | 2       | 1       |         |         |     |     |     |     |     |     |     |     | Viene contato solo il punteggio dei primi due classificati di ogni marca |
| 2003 - 2009 | 10       | 8        | 6       | 5       | 4       | 3       | 2       | 1       |     |     |     |     |     |     |     |     | Viene contato solo il punteggio dei primi due classificati di ogni marca |
| 2010 - 2023 | 25       | 18       | 15      | 12      | 10      | 8       | 6       | 4       | 2   | 1   |     |     |     |     |     |     | Viene contato solo il punteggio dei primi due classificati di ogni marca |
| 2024        | 18+7     | 15+6     | 13+5    | 10+4    | 8+3     | 6+2     | 4+1     | 3       | 2   | 1   |     |     |     |     |     |     | Viene contato solo il punteggio dei primi due classificati di ogni marca |
| 2025        | 25+5     | 17+4     | 15+3    | 12+2    | 10+1    | 8       | 6       | 4       | 2   | 1   |     |     |     |     |     |     | Viene contato solo il punteggio dei primi due classificati di ogni marca |

## Team partecipanti

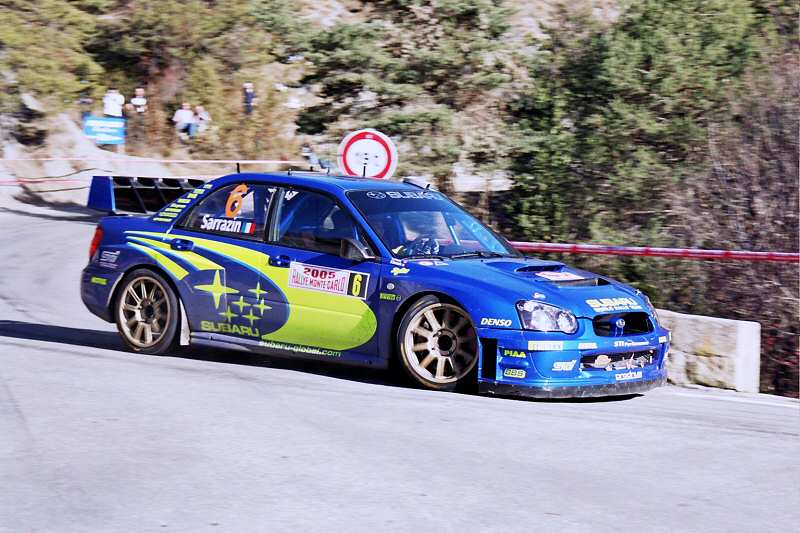
Stéphane Sarrazin guida una Subaru Impreza WRC nel Rally di Monte Carlo

Al Mondiale rally partecipano numerose autovetture, sia ufficiali (ossia legate direttamente alla casa madre) che private; nella stagione 2005 i team ufficiali (ognuno con due vetture) erano 6: Citroën, Ford, Subaru, Peugeot, Mitsubishi e Škoda Auto; nella stagione 2006 Citroën, Peugeot, Mitsubishi e Škoda non hanno gareggiato in forma ufficiale, anche se comunque supportavano team privati, con cui hanno corso i piloti che fino all'anno precedente erano ufficiali (ad esempio il campione del mondo Sébastien Loeb ha vinto il mondiale con una Citroën Xsara di un team privato). Negli anni seguenti, soprattutto per motivi economici, tante case costruttrici si sono ritirate e dal 2009, dopo il ritiro di Subaru e Suzuki, sono rimaste solo Citroen e Ford. Dal 2011 tuttavia al WRC partecipano vetture dotate di motori 1.6 turbo con potenza di 300 cavalli: queste nuove World Rally Car più piccole ed economiche hanno riacceso l'interesse dei costruttori tanto che negli anni seguenti sono entrate nel campionato varie case costruttrici come Mini, Volkswagen e, dopo il tentativo dei primi anni 2000, Hyundai. Nel 2017 con l'introduzione del regolamento WRC Plus Toyota è a tornata nella serie iridata dalla quale era assente dal 1999 sostituendo Volkswagen costretta ad abbandonare il programma sportivo come conseguenza del dieselgate. Ford non partecipa più in via ufficiale, ma dal 2013 il team M-Sport che curava le vetture della casa dell'ovale blu, ha deciso di continuare in via semi-ufficiale. Dal 2022 le vetture WRC Plus sono state sostituite dalle nuove Rally1 con powertrain ibrido. Peculiarità del nuovo regolamento è la rimozione della derivazione di serie tipica dei rally, le vetture Rally1 infatti non condividono il telaio con la loro controparte stradale bensì sono costituite da un telaio tubolare realizzato appositamente e poi ricoperto con dei pannelli di tipo silouhette che vanno a riprodurre le forme del veicolo stradale per motivi pubblicitari. Questo ha permesso ad esempio a Ford di presentarsi al via del campionato con la Ford Puma che nella sua versione stradale sarebbe un SUV certamente non adatto alle competizioni rallystiche.

## Campionati di supporto

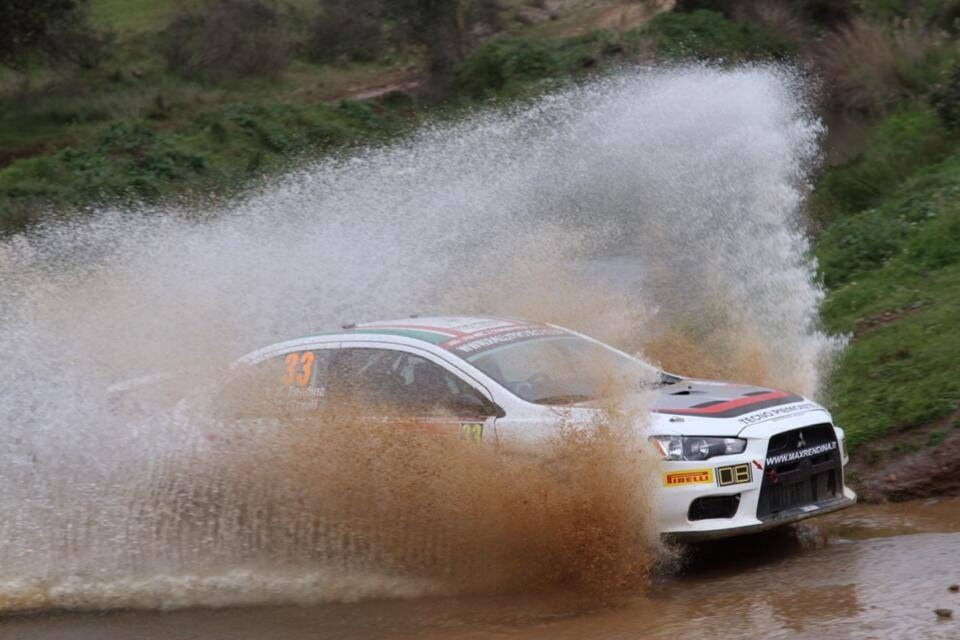
Una Mitsubishi Lancer Evolution al WRC-2 dell'Argentina nel 2014

Oltre al campionato principale si sono sviluppate negli anni numerose serie di supporto, dedicate a una determinata categoria di vetture:
- Campionato mondiale di Gruppo A, disputatosi nel 1986, le vetture di questa categoria divennero poi la classe principale dopo l'abolizione del gruppo B nel 1987[2] e sino all'avvento delle World Rally Car nel 1997.
- Campionato mondiale di Gruppo N, nato nel 1987 per vetture di gruppo N e sostituito dal PWRC nel 2002.
- Coppa FIA 2 litri: destinata a vetture di gruppo A a trazione anteriore, venne disputato dal 1993 al 1999 e assegnava soltanto il titolo ai costruttori.
- Production World Rally Championsip (PWRC): nato nel 2002 come serie vetture produzione di Gruppo N, sostituito nel 2013 dalla creazione del WRC-2 e WRC-3.
- Super 2000 World Rally Championship (SWRC): nata nel 2010, era una serie di supporto riservata ad auto di classe S2000, sostituito nel 2013 dal WRC-2.
- World Rally Championship-2 (WRC-2): campionato nato nel 2013 che sostituì il SWRC, riservato a tutte le auto a trazione integrale di classe R5, S2000, R4 ed N4 (queste ultime due categorie erano permesse anche nel PWRC).[9]. Nel 2019 venne scorporato in WRC-2 Pro, serie riservata a equipaggi iscritti tramite un costruttore e in WRC-2, riservato ai soli equipaggi. Dal 2020 la serie WRC-2 Pro si chiamerà WRC-2 e adotterà il medesimo regolamento.
- World Rally Championship-3 (WRC-3): campionato nato nel 2013, era riservato ad auto a trazione anteriore di categoria R1, R2 ed R3. Abolito al termine del 2018[9], tale denominazione venne recuperata nel 2020 per sostituire la serie WRC-2, ereditandone il regolamento e comprendendo quindi le vetture di classe R5 (RC2) condotte esclusivamente da equipaggi privati.
- Junior World Rally Championship (JWRC): nato nel 2001 destinato a piloti di età inferiore ai 28 anni alla guida di piccole vetture a trazione anteriore, prima di classe Super 1600 e poi R2 e R3; venne sostituito nel 2011 dalla WRC Academy e poi ripristinato a partire dal 2013.
- WRC Academy: serie nata nel 2011, fu il sostituto del JWRC e a sfidarsi erano sempre piloti minori di 28 anni alla guida di Ford Fiesta R2 gommate Pirelli. Dal 2013 è tornato a chiamarsi JWRC.

## Calendario
Ogni anno, il calendario delle prove è soggetto a variazioni.

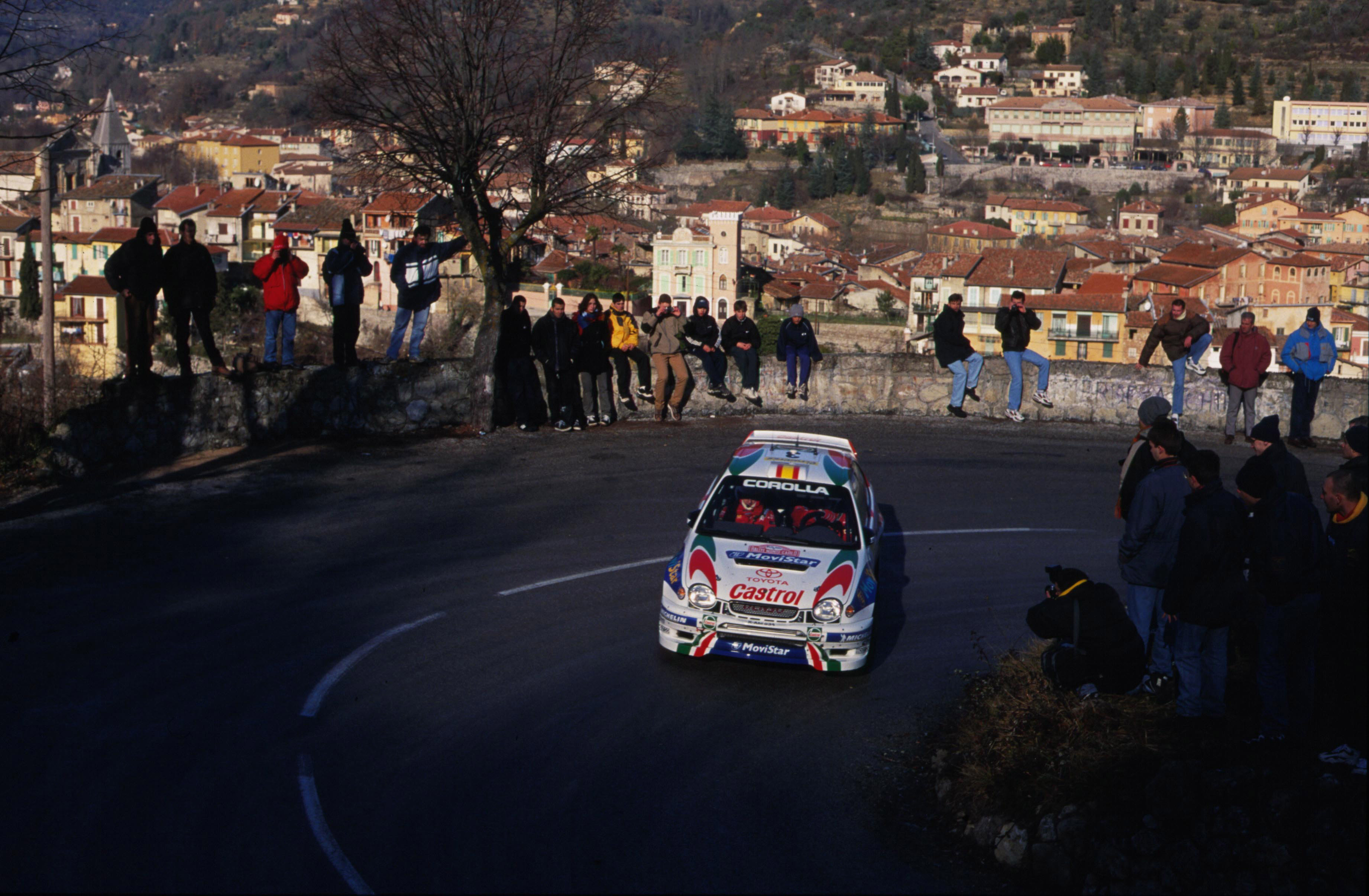
Carlos Sainz guida una Toyota Corolla WRC nel Rally di Monte Carlo

Nel 2004 e nel 2005 il campionato ha fatto tappa in Principato di Monaco, Svezia, Messico, Nuova Zelanda, Cipro, Grecia, Turchia, Argentina, Finlandia, Germania, Giappone, Gran Bretagna, Italia, Francia, Spagna e Australia. Giappone e Messico hanno debuttato nel 2004.
Nel 2006 si sono svolti, nell'ordine, rally mondiali in Principato di Monaco, Svezia, Messico, Spagna, Francia, Argentina, Italia, Grecia, Germania, Finlandia, Giappone, Cipro, Turchia, Australia, Nuova Zelanda e Gran Bretagna.
La stagione 2007 ha visto alcune novità: i rally di Norvegia, Irlanda e Portogallo sostituiscono quelli di Cipro, Turchia e Australia.
Nel 2008 i tre rally introdotti nel 2007 sono stati sostituiti con i rally di Giordania (per la prima volta il Mondiale sbarca in Medio Oriente) e Turchia. Quindi si è passati da 16 a 15 tappe mondiali.
L'anno 2010 vede due assenze importanti: oltre al rally di Monte Carlo (seconda di fila) anche la gara italiana, in quanto il Rally di Sardegna in tale stagione vale solo per l'IRC. L'anno dopo però la competizione dell'isola torna stabilmente in calendario, quella del Principato nel 2012.
Nel Consiglio FIA di luglio 2006 si è deciso di mantenere l'attuale formato del campionato (gare da gennaio a dicembre) invece di cambiarlo come era stato proposto precedentemente (con una stagione 2007 da gennaio a giugno e con il campionato 2007/2008 e successivi con gare da agosto a giugno).

### Evoluzione
Dal 1994 al 1996, per tre stagioni, alcuni rally sono stati esclusi dalle classifiche mondiali, ma restarono validi per la Coppa 2 Litri.
| Rally                            | 73 | 74 | 75 | 76 | 77 | 78 | 79 | 80 | 81 | 82 | 83 | 84 | 85 | 86 | 87 | 88 | 89 | 90 | 91 | 92 | 93 | 94     | 95     | 96     | 97 | 98 | 99 | 00 | 01 | 02 | 03 | 04 | 05 | 06 | 07 | 08 | 09 | 10 | 11 | 12 | 13 | 14 | 15 | 16     | 17 | 18 | 19 | 20 | 21 | 22 | 23 | 24 | 25 | Tot. |
| -------------------------------- | -- | -- | -- | -- | -- | -- | -- | -- | -- | -- | -- | -- | -- | -- | -- | -- | -- | -- | -- | -- | -- | ------ | ------ | ------ | -- | -- | -- | -- | -- | -- | -- | -- | -- | -- | -- | -- | -- | -- | -- | -- | -- | -- | -- | ------ | -- | -- | -- | -- | -- | -- | -- | -- | -- | ---- |
| Rally di Monte Carlo             |    |    |    |    |    |    |    |    |    |    |    |    |    |    |    |    |    |    |    |    |    |        |        | [ 10 ] |    |    |    |    |    |    |    |    |    |    |    |    |    |    |    |    |    |    |    |        |    |    |    |    |    |    |    |    |    | 48   |
| Rally di Svezia                  |    |    |    |    |    |    |    |    |    |    |    |    |    |    |    |    |    |    |    |    |    | [ 10 ] |        |        |    |    |    |    |    |    |    |    |    |    |    |    |    |    |    |    |    |    |    |        |    |    |    |    |    |    |    |    |    | 48   |
| Rally del Portogallo             |    |    |    |    |    |    |    |    |    |    |    |    |    |    |    |    |    |    |    |    |    |        |        | [ 10 ] |    |    |    |    |    |    |    |    |    |    |    |    |    |    |    |    |    |    |    |        |    |    |    |    |    |    |    |    |    | 45   |
| Safari Rally                     |    |    |    |    |    |    |    |    |    |    |    |    |    |    |    |    |    |    |    |    |    |        | [ 10 ] |        |    |    |    |    |    |    |    |    |    |    |    |    |    |    |    |    |    |    |    |        |    |    |    |    |    |    |    |    |    | 34   |
| Rally dell'Acropoli              |    |    |    |    |    |    |    |    |    |    |    |    |    |    |    |    |    |    |    |    |    |        | [ 10 ] |        |    |    |    |    |    |    |    |    |    |    |    |    |    |    |    |    |    |    |    |        |    |    |    |    |    |    |    |    |    | 43   |
| Rally di Finlandia               |    |    |    |    |    |    |    |    |    |    |    |    |    |    |    |    |    |    |    |    |    |        | [ 10 ] |        |    |    |    |    |    |    |    |    |    |    |    |    |    |    |    |    |    |    |    |        |    |    |    |    |    |    |    |    |    | 51   |
| Rally di Sanremo                 |    |    |    |    |    |    |    |    |    |    |    |    |    |    |    |    |    |    |    |    |    |        | [ 10 ] |        |    |    |    |    |    |    |    |    |    |    |    |    |    |    |    |    |    |    |    |        |    |    |    |    |    |    |    |    |    | 29   |
| Rally di Sardegna                |    |    |    |    |    |    |    |    |    |    |    |    |    |    |    |    |    |    |    |    |    |        |        |        |    |    |    |    |    |    |    |    |    |    |    |    |    |    |    |    |    |    |    |        |    |    |    |    |    |    |    |    |    | 21   |
| Rally di Gran Bretagna           |    |    |    |    |    |    |    |    |    |    |    |    |    |    |    |    |    |    |    |    |    |        |        | [ 10 ] |    |    |    |    |    |    |    |    |    |    |    |    |    |    |    |    |    |    |    |        |    |    |    |    |    |    |    |    |    | 46   |
| Tour de Corse                    |    |    |    |    |    |    |    |    |    |    |    |    |    |    |    |    |    |    |    |    |    |        |        | [ 10 ] |    |    |    |    |    |    |    |    |    |    |    |    |    |    |    |    |    |    |    |        |    |    |    |    |    |    |    |    |    | 40   |
| Rally d'Alsazia                  |    |    |    |    |    |    |    |    |    |    |    |    |    |    |    |    |    |    |    |    |    |        |        |        |    |    |    |    |    |    |    |    |    |    |    |    |    |    |    |    |    |    |    |        |    |    |    |    |    |    |    |    |    | 5    |
| Rally internazionale del Marocco |    |    |    |    |    |    |    |    |    |    |    |    |    |    |    |    |    |    |    |    |    |        |        |        |    |    |    |    |    |    |    |    |    |    |    |    |    |    |    |    |    |    |    |        |    |    |    |    |    |    |    |    |    | 3    |
| Rally di Polonia                 |    |    |    |    |    |    |    |    |    |    |    |    |    |    |    |    |    |    |    |    |    |        |        |        |    |    |    |    |    |    |    |    |    |    |    |    |    |    |    |    |    |    |    |        |    |    |    |    |    |    |    |    |    | 7    |
| Rally d'Austria                  |    |    |    |    |    |    |    |    |    |    |    |    |    |    |    |    |    |    |    |    |    |        |        |        |    |    |    |    |    |    |    |    |    |    |    |    |    |    |    |    |    |    |    |        |    |    |    |    |    |    |    |    |    | 1    |
| Rally Press-on-Regardless        |    |    |    |    |    |    |    |    |    |    |    |    |    |    |    |    |    |    |    |    |    |        |        |        |    |    |    |    |    |    |    |    |    |    |    |    |    |    |    |    |    |    |    |        |    |    |    |    |    |    |    |    |    | 2    |
| Olympus Rally                    |    |    |    |    |    |    |    |    |    |    |    |    |    |    |    |    |    |    |    |    |    |        |        |        |    |    |    |    |    |    |    |    |    |    |    |    |    |    |    |    |    |    |    |        |    |    |    |    |    |    |    |    |    | 3    |
| Rally dei Rideau Lakes           |    |    |    |    |    |    |    |    |    |    |    |    |    |    |    |    |    |    |    |    |    |        |        |        |    |    |    |    |    |    |    |    |    |    |    |    |    |    |    |    |    |    |    |        |    |    |    |    |    |    |    |    |    | 1    |
| Critérium du Québec              |    |    |    |    |    |    |    |    |    |    |    |    |    |    |    |    |    |    |    |    |    |        |        |        |    |    |    |    |    |    |    |    |    |    |    |    |    |    |    |    |    |    |    |        |    |    |    |    |    |    |    |    |    | 3    |
| Rally della Nuova Zelanda        |    |    |    |    |    |    |    |    |    |    |    |    |    |    |    |    |    |    |    |    |    |        |        |        |    |    |    |    |    |    |    |    |    |    |    |    |    |    |    |    |    |    |    |        |    |    |    |    |    |    |    |    |    | 32   |
| Rally della Costa d'Avorio       |    |    |    |    |    |    |    |    |    |    |    |    |    |    |    |    |    |    |    |    |    |        |        |        |    |    |    |    |    |    |    |    |    |    |    |    |    |    |    |    |    |    |    |        |    |    |    |    |    |    |    |    |    | 15   |
| Rally d'Argentina                |    |    |    |    |    |    |    |    |    |    |    |    |    |    |    |    |    |    |    |    |    |        | [ 10 ] |        |    |    |    |    |    |    |    |    |    |    |    |    |    |    |    |    |    |    |    |        |    |    |    |    |    |    |    |    |    | 37   |
| Rally del Brasile                |    |    |    |    |    |    |    |    |    |    |    |    |    |    |    |    |    |    |    |    |    |        |        |        |    |    |    |    |    |    |    |    |    |    |    |    |    |    |    |    |    |    |    |        |    |    |    |    |    |    |    |    |    | 2    |
| Rally d'Australia                |    |    |    |    |    |    |    |    |    |    |    |    |    |    |    |    |    |    |    |    |    | [ 10 ] |        |        |    |    |    |    |    |    |    |    |    |    |    |    |    |    |    |    |    |    |    |        |    |    |    |    |    |    |    |    |    | 26   |
| Rally di Catalogna               |    |    |    |    |    |    |    |    |    |    |    |    |    |    |    |    |    |    |    |    |    | [ 10 ] |        |        |    |    |    |    |    |    |    |    |    |    |    |    |    |    |    |    |    |    |    |        |    |    |    |    |    |    |    |    |    | 29   |
| Rally d'Indonesia                |    |    |    |    |    |    |    |    |    |    |    |    |    |    |    |    |    |    |    |    |    |        |        |        |    |    |    |    |    |    |    |    |    |    |    |    |    |    |    |    |    |    |    |        |    |    |    |    |    |    |    |    |    | 2    |
| Rally di Cina                    |    |    |    |    |    |    |    |    |    |    |    |    |    |    |    |    |    |    |    |    |    |        |        |        |    |    |    |    |    |    |    |    |    |    |    |    |    |    |    |    |    |    |    | [ 12 ] |    |    |    |    |    |    |    |    |    | 1    |
| Rally di Cipro                   |    |    |    |    |    |    |    |    |    |    |    |    |    |    |    |    |    |    |    |    |    |        |        |        |    |    |    |    |    |    |    |    |    |    |    |    |    |    |    |    |    |    |    |        |    |    |    |    |    |    |    |    |    | 8    |
| Rally di Germania                |    |    |    |    |    |    |    |    |    |    |    |    |    |    |    |    |    |    |    |    |    |        |        |        |    |    |    |    |    |    |    |    |    |    |    |    |    |    |    |    |    |    |    |        |    |    |    |    |    |    |    |    |    | 17   |
| Rally di Turchia                 |    |    |    |    |    |    |    |    |    |    |    |    |    |    |    |    |    |    |    |    |    |        |        |        |    |    |    |    |    |    |    |    |    |    |    |    |    |    |    |    |    |    |    |        |    |    |    |    |    |    |    |    |    | 9    |
| Rally del Giappone               |    |    |    |    |    |    |    |    |    |    |    |    |    |    |    |    |    |    |    |    |    |        |        |        |    |    |    |    |    |    |    |    |    |    |    |    |    |    |    |    |    |    |    |        |    |    |    |    |    |    |    |    |    | 10   |
| Rally del Messico                |    |    |    |    |    |    |    |    |    |    |    |    |    |    |    |    |    |    |    |    |    |        |        |        |    |    |    |    |    |    |    |    |    |    |    |    |    |    |    |    |    |    |    |        |    |    |    |    |    |    |    |    |    | 17   |
| Rally di Norvegia                |    |    |    |    |    |    |    |    |    |    |    |    |    |    |    |    |    |    |    |    |    |        |        |        |    |    |    |    |    |    |    |    |    |    |    |    |    |    |    |    |    |    |    |        |    |    |    |    |    |    |    |    |    | 2    |
| Rally d'Irlanda                  |    |    |    |    |    |    |    |    |    |    |    |    |    |    |    |    |    |    |    |    |    |        |        |        |    |    |    |    |    |    |    |    |    |    |    |    |    |    |    |    |    |    |    |        |    |    |    |    |    |    |    |    |    | 2    |
| Rally di Giordania               |    |    |    |    |    |    |    |    |    |    |    |    |    |    |    |    |    |    |    |    |    |        |        |        |    |    |    |    |    |    |    |    |    |    |    |    |    |    |    |    |    |    |    |        |    |    |    |    |    |    |    |    |    | 3    |
| Rally di Bulgaria                |    |    |    |    |    |    |    |    |    |    |    |    |    |    |    |    |    |    |    |    |    |        |        |        |    |    |    |    |    |    |    |    |    |    |    |    |    |    |    |    |    |    |    |        |    |    |    |    |    |    |    |    |    | 1    |
| Rally del Cile                   |    |    |    |    |    |    |    |    |    |    |    |    |    |    |    |    |    |    |    |    |    |        |        |        |    |    |    |    |    |    |    |    |    |    |    |    |    |    |    |    |    |    |    |        |    |    |    |    |    |    |    |    |    | 4    |
| Rally di Estonia                 |    |    |    |    |    |    |    |    |    |    |    |    |    |    |    |    |    |    |    |    |    |        |        |        |    |    |    |    |    |    |    |    |    |    |    |    |    |    |    |    |    |    |    |        |    |    |    |    |    |    |    |    |    | 5    |
| Rally di Monza                   |    |    |    |    |    |    |    |    |    |    |    |    |    |    |    |    |    |    |    |    |    |        |        |        |    |    |    |    |    |    |    |    |    |    |    |    |    |    |    |    |    |    |    |        |    |    |    |    |    |    |    |    |    | 2    |
| Rally Artico                     |    |    |    |    |    |    |    |    |    |    |    |    |    |    |    |    |    |    |    |    |    |        |        |        |    |    |    |    |    |    |    |    |    |    |    |    |    |    |    |    |    |    |    |        |    |    |    |    |    |    |    |    |    | 1    |
| Rally di Croazia                 |    |    |    |    |    |    |    |    |    |    |    |    |    |    |    |    |    |    |    |    |    |        |        |        |    |    |    |    |    |    |    |    |    |    |    |    |    |    |    |    |    |    |    |        |    |    |    |    |    |    |    |    |    | 4    |
| Rally di Ypres                   |    |    |    |    |    |    |    |    |    |    |    |    |    |    |    |    |    |    |    |    |    |        |        |        |    |    |    |    |    |    |    |    |    |    |    |    |    |    |    |    |    |    |    |        |    |    |    |    |    |    |    |    |    | 2    |
| Rally dell'Europa Centrale       |    |    |    |    |    |    |    |    |    |    |    |    |    |    |    |    |    |    |    |    |    |        |        |        |    |    |    |    |    |    |    |    |    |    |    |    |    |    |    |    |    |    |    |        |    |    |    |    |    |    |    |    |    | 3    |
| Rally Liepāja                    |    |    |    |    |    |    |    |    |    |    |    |    |    |    |    |    |    |    |    |    |    |        |        |        |    |    |    |    |    |    |    |    |    |    |    |    |    |    |    |    |    |    |    |        |    |    |    |    |    |    |    |    |    | 1    |
| Rally delle Isole Canarie        |    |    |    |    |    |    |    |    |    |    |    |    |    |    |    |    |    |    |    |    |    |        |        |        |    |    |    |    |    |    |    |    |    |    |    |    |    |    |    |    |    |    |    |        |    |    |    |    |    |    |    |    |    | 1    |
| Rally del Paraguay               |    |    |    |    |    |    |    |    |    |    |    |    |    |    |    |    |    |    |    |    |    |        |        |        |    |    |    |    |    |    |    |    |    |    |    |    |    |    |    |    |    |    |    |        |    |    |    |    |    |    |    |    |    | 1    |
| Rally dell'Arabia Saudita        |    |    |    |    |    |    |    |    |    |    |    |    |    |    |    |    |    |    |    |    |    |        |        |        |    |    |    |    |    |    |    |    |    |    |    |    |    |    |    |    |    |    |    |        |    |    |    |    |    |    |    |    |    | 1    |
| Totale prove                     | 13 | 8  | 10 | 10 | 11 | 11 | 12 | 12 | 12 | 12 | 12 | 12 | 12 | 12 | 13 | 13 | 13 | 12 | 14 | 14 | 13 | 10     | 8      | 9      | 14 | 13 | 14 | 14 | 14 | 14 | 14 | 16 | 16 | 16 | 16 | 15 | 12 | 13 | 13 | 13 | 13 | 13 | 13 | 13     | 13 | 13 | 14 | 7  | 12 | 13 | 13 | 13 | 14 | 668  |

## Storia
Dall'anno della sua prima edizione ufficiale, il 1973, nel mondiale rally si sono avvicendate diversi tipi di vetture, classificate, dapprima dalla FISA ed in seguito dalla FIA, nei vari gruppi. Nella storia del mondiale, il gruppo principale ha via via assunto le seguenti denominazioni.
| 73       | 74       | 75       | 76       | 77       | 78       | 79       | 80       | 81       | 82       | 83       | 84       | 85       | 86       | 87       | 88       | 89       | 90       | 91       | 92       | 93       | 94       | 95       | 96       | 97      | 98      | 99      | 00      | 01      | 02      | 03      | 04      | 05      | 06      | 07      | 08      | 09      | 10      | 11      | 12      | 13                 | 14                 | 15                 | 16                 | 17                 | 18                 | 19                 | 20                 | 21                 | 22                 | 23                 | 24                 |
| -------- | -------- | -------- | -------- | -------- | -------- | -------- | -------- | -------- | -------- | -------- | -------- | -------- | -------- | -------- | -------- | -------- | -------- | -------- | -------- | -------- | -------- | -------- | -------- | ------- | ------- | ------- | ------- | ------- | ------- | ------- | ------- | ------- | ------- | ------- | ------- | ------- | ------- | ------- | ------- | ------------------ | ------------------ | ------------------ | ------------------ | ------------------ | ------------------ | ------------------ | ------------------ | ------------------ | ------------------ | ------------------ | ------------------ |
| Gruppo 4 | Gruppo 4 | Gruppo 4 | Gruppo 4 | Gruppo 4 | Gruppo 4 | Gruppo 4 | Gruppo 4 | Gruppo 4 | Gruppo B | Gruppo B | Gruppo B | Gruppo B | Gruppo B | Gruppo A | Gruppo A | Gruppo A | Gruppo A | Gruppo A | Gruppo A | Gruppo A | Gruppo A | Gruppo A | Gruppo A | WRC 2.0 | WRC 2.0 | WRC 2.0 | WRC 2.0 | WRC 2.0 | WRC 2.0 | WRC 2.0 | WRC 2.0 | WRC 2.0 | WRC 2.0 | WRC 2.0 | WRC 2.0 | WRC 2.0 | WRC 2.0 | WRC 1.6 | WRC 1.6 | WRC 1.6            | WRC 1.6            | WRC 1.6            | WRC 1.6            | WRC Plus           | WRC Plus           | WRC Plus           | WRC Plus           | WRC Plus           | Rally-1            | Rally-1            | Rally-1            |
| Gruppo 3 | Gruppo 3 | Gruppo 3 | Gruppo 3 | Gruppo 3 | Gruppo 3 | Gruppo 3 | Gruppo 3 | Gruppo 3 | Gruppo A | Gruppo A | Gruppo A | Gruppo A | Gruppo A |          |          |          |          |          |          |          |          |          |          |         |         |         |         |         |         |         |         |         |         |         |         |         |         |         |         | WRC 2 / 3 / Junior | WRC 2 / 3 / Junior | WRC 2 / 3 / Junior | WRC 2 / 3 / Junior | WRC 2 / 3 / Junior | WRC 2 / 3 / Junior | WRC 2 / 3 / Junior | WRC 2 / 3 / Junior | WRC 2 / 3 / Junior | WRC 2 / 3 / Junior | WRC 2 / 3 / Junior | WRC 2 / 3 / Junior |
| Gruppo 2 | Gruppo 2 | Gruppo 2 | Gruppo 2 | Gruppo 2 | Gruppo 2 | Gruppo 2 | Gruppo 2 | Gruppo 2 | Gruppo N | Gruppo N | Gruppo N | Gruppo N | Gruppo N | Gruppo N | Gruppo N | Gruppo N | Gruppo N | Gruppo N | Gruppo N | Gruppo N | Gruppo N | Gruppo N | Gruppo N |         |         |         |         |         |         |         |         |         |         |         |         |         |         |         |         |                    |                    |                    |                    |                    |                    |                    |                    |                    |                    |                    |                    |
| Gruppo 1 |          |          |          |          |          |          |          |          |          |          |          |          |          |          |          |          |          |          |          |          |          |          |          |         |         |         |         |         |         |         |         |         |         |         |         |         |         |         |         |                    |                    |                    |                    |                    |                    |                    |                    |                    |                    |                    |                    |

Nota: Nella stagione 1982 il Gruppo 4 ed il Gruppo B coesistettero.

## Albo d'oro
|          | Campionato del mondo piloti | Campionato del mondo piloti           |                | Campionato mondiale costruttori                  | Campionato mondiale costruttori |
| Stagione | Pilota                      | Auto                                  |                | Marca                                            | Auto                            |
| -------- | --------------------------- | ------------------------------------- | -------------- | ------------------------------------------------ | ------------------------------- |
| 1973     | Non assegnato               | -                                     | Alpine-Renault | Alpine-Renault A110 1800                         |                                 |
| 1974     | Non assegnato               | -                                     | Lancia         | Lancia Fulvia Lancia Beta Coupé e Lancia Stratos |                                 |
| 1975     | Non assegnato               | -                                     | Lancia         | Lancia Stratos                                   |                                 |
| 1976     | Non assegnato               | -                                     | Lancia         | Lancia Stratos                                   |                                 |
| 1977     | Non assegnato               | -                                     | FIAT           | Fiat 131 Abarth Rally                            |                                 |
| 1978     | Non assegnato               | -                                     | FIAT           | Fiat 131 Abarth Rally                            |                                 |
| 1979     | Björn Waldegård             | Ford Escort RS1800 e Mercedes 450 SLC | Ford           | Ford Escort RS1800                               |                                 |
| 1980     | Walter Röhrl                | Fiat 131 Abarth Rally                 | FIAT           | Fiat 131 Abarth Rally                            |                                 |
| 1981     | Ari Vatanen                 | Ford Escort RS1800                    | Talbot         | Talbot Sunbeam Lotus                             |                                 |
| 1982     | Walter Röhrl                | Opel Ascona 400                       | Audi           | Audi quattro                                     |                                 |
| 1983     | Hannu Mikkola               | Audi quattro A1 e A2                  | Lancia         | Lancia Rally 037                                 |                                 |
| 1984     | Stig Blomqvist              | Audi quattro A2                       | Audi           | Audi quattro A2                                  |                                 |
| 1985     | Timo Salonen                | Peugeot 205 Turbo 16                  | Peugeot        | Peugeot 205 Turbo 16                             |                                 |
| 1986     | Juha Kankkunen              | Peugeot 205 Turbo 16                  | Peugeot        | Peugeot 205 Turbo 16                             |                                 |
| 1987     | Juha Kankkunen              | Lancia Delta HF 4WD                   | Lancia         | Lancia Delta HF 4WD                              |                                 |
| 1988     | Miki Biasion                | Lancia Delta Integrale                | Lancia         | Lancia Delta Integrale                           |                                 |
| 1989     | Miki Biasion                | Lancia Delta Integrale                | Lancia         | Lancia Delta Integrale                           |                                 |
| 1990     | Carlos Sainz                | Toyota Celica GT-Four                 | Lancia         | Lancia Delta Integrale                           |                                 |
| 1991     | Juha Kankkunen              | Lancia Delta Integrale                | Lancia         | Lancia Delta Integrale                           |                                 |
| 1992     | Carlos Sainz                | Toyota Celica Turbo 4WD               | Lancia         | Lancia Delta Integrale                           |                                 |
| 1993     | Juha Kankkunen              | Toyota Celica Turbo 4WD               | Toyota         | Toyota Celica Turbo 4WD                          |                                 |
| 1994     | Didier Auriol               | Toyota Celica Turbo 4WD               | Toyota         | Toyota Celica Turbo 4WD                          |                                 |
| 1995     | Colin McRae                 | Subaru Impreza 555                    | Subaru         | Subaru Impreza 555                               |                                 |
| 1996     | Tommi Mäkinen               | Mitsubishi Lancer Evolution           | Subaru         | Subaru Impreza 555                               |                                 |
| 1997     | Tommi Mäkinen               | Mitsubishi Lancer Evolution           | Subaru         | Subaru Impreza WRC                               |                                 |
| 1998     | Tommi Mäkinen               | Mitsubishi Lancer Evolution           | Mitsubishi     | Mitsubishi Lancer Evolution                      |                                 |
| 1999     | Tommi Mäkinen               | Mitsubishi Lancer Evolution           | Toyota         | Toyota Corolla WRC                               |                                 |
| 2000     | Marcus Grönholm             | Peugeot 206 WRC                       | Peugeot        | Peugeot 206 WRC                                  |                                 |
| 2001     | Richard Burns               | Subaru Impreza WRC                    | Peugeot        | Peugeot 206 WRC                                  |                                 |
| 2002     | Marcus Grönholm             | Peugeot 206 WRC                       | Peugeot        | Peugeot 206 WRC                                  |                                 |
| 2003     | Petter Solberg              | Subaru Impreza WRC                    | Citroën        | Citroën Xsara WRC                                |                                 |
| 2004     | Sébastien Loeb              | Citroën Xsara WRC                     | Citroën        | Citroën Xsara WRC                                |                                 |
| 2005     | Sébastien Loeb              | Citroën Xsara WRC                     | Citroën        | Citroën Xsara WRC                                |                                 |
| 2006     | Sébastien Loeb              | Citroën Xsara WRC                     | Ford           | Ford Focus WRC                                   |                                 |
| 2007     | Sébastien Loeb              | Citroën C4 WRC                        | Ford           | Ford Focus WRC                                   |                                 |
| 2008     | Sébastien Loeb              | Citroën C4 WRC                        | Citroën        | Citroën C4 WRC                                   |                                 |
| 2009     | Sébastien Loeb              | Citroën C4 WRC                        | Citroën        | Citroën C4 WRC                                   |                                 |
| 2010     | Sébastien Loeb              | Citroën C4 WRC                        | Citroën        | Citroën C4 WRC                                   |                                 |
| 2011     | Sébastien Loeb              | Citroën DS3 WRC                       | Citroën        | Citroën DS3 WRC                                  |                                 |
| 2012     | Sébastien Loeb              | Citroën DS3 WRC                       | Citroën        | Citroën DS3 WRC                                  |                                 |
| 2013     | Sébastien Ogier             | Volkswagen Polo R WRC                 | Volkswagen     | Volkswagen Polo R WRC                            |                                 |
| 2014     | Sébastien Ogier             | Volkswagen Polo R WRC                 | Volkswagen     | Volkswagen Polo R WRC                            |                                 |
| 2015     | Sébastien Ogier             | Volkswagen Polo R WRC                 | Volkswagen     | Volkswagen Polo R WRC                            |                                 |
| 2016     | Sébastien Ogier             | Volkswagen Polo R WRC                 | Volkswagen     | Volkswagen Polo R WRC                            |                                 |
| 2017     | Sébastien Ogier             | Ford Fiesta WRC                       | M-Sport        | Ford Fiesta WRC                                  |                                 |
| 2018     | Sébastien Ogier             | Ford Fiesta WRC                       | Toyota         | Toyota Yaris WRC                                 |                                 |
| 2019     | Ott Tänak                   | Toyota Yaris WRC                      | Hyundai        | Hyundai i20 Coupe WRC                            |                                 |
| 2020     | Sébastien Ogier             | Toyota Yaris WRC                      | Hyundai        | Hyundai i20 Coupe WRC                            |                                 |
| 2021     | Sébastien Ogier             | Toyota Yaris WRC                      | Toyota         | Toyota Yaris WRC                                 |                                 |
| 2022     | Kalle Rovanperä             | Toyota GR Yaris Rally1 Hybrid         | Toyota         | Toyota GR Yaris Rally1 Hybrid                    |                                 |
| 2023     | Kalle Rovanperä             | Toyota GR Yaris Rally1 Hybrid         | Toyota         | Toyota GR Yaris Rally1 Hybrid                    |                                 |
| 2024     | Thierry Neuville            | Hyundai i20 N Rally1 Hybrid           | Toyota         | Toyota GR Yaris Rally1 Hybrid                    |                                 |

- Tra il 1970 ed il 1972 sono stati assegnati i titoli per il Campionato internazionale costruttori.
- Tra il 1973 ed il 1976 non sono stati disputati campionati del mondo per piloti, mentre nel 1977 e 1978 alcune gare erano valide per l'assegnazione della Coppa FIA piloti.

## Vittorie piloti

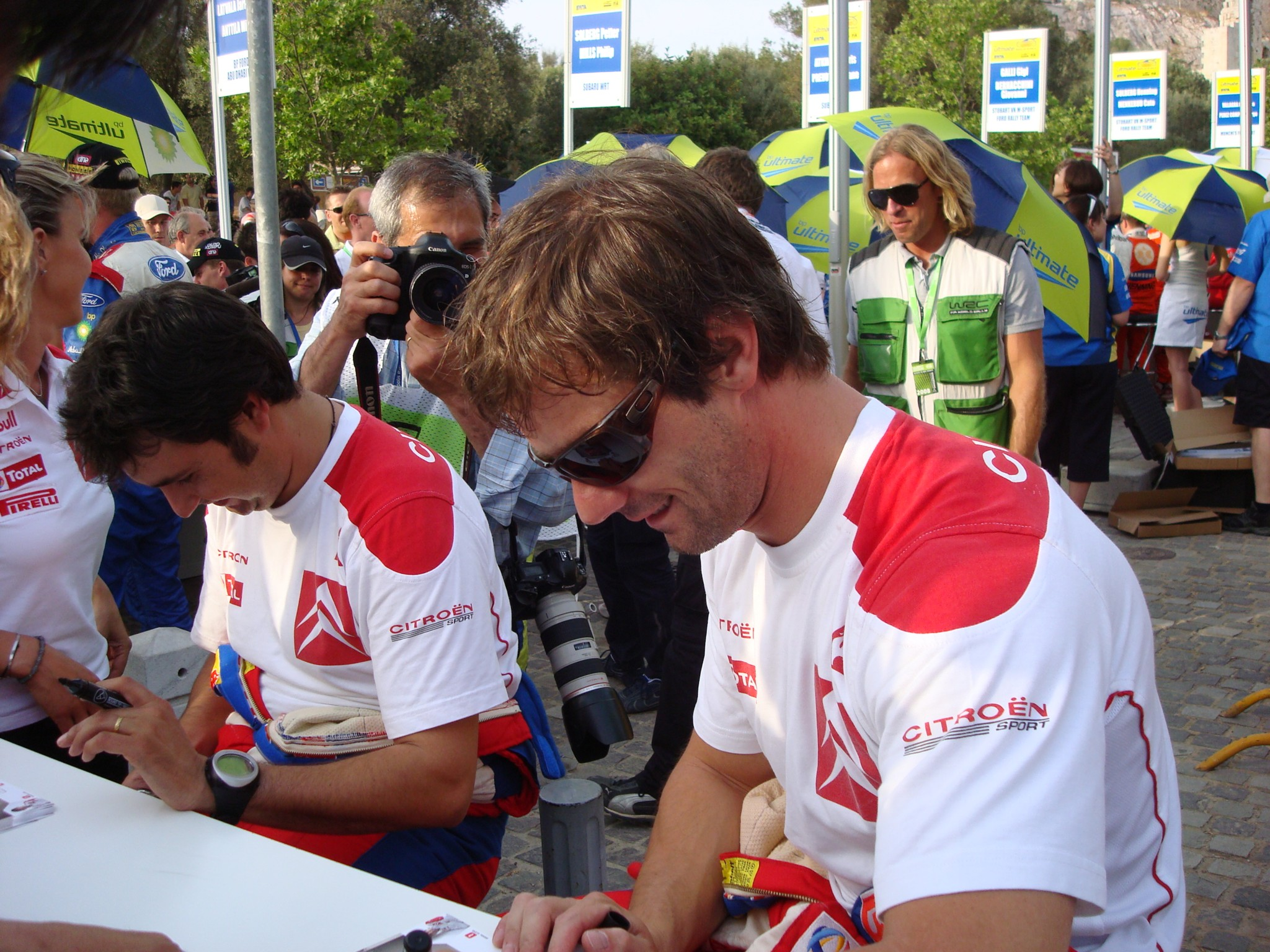
Il nove volte campione Sébastien Loeb e il suo copilota Daniel Elena

| Pilota           | Totale | Stagioni                                             |
| ---------------- | ------ | ---------------------------------------------------- |
| Sébastien Loeb   | 9      | 2004, 2005, 2006, 2007, 2008, 2009, 2010, 2011, 2012 |
| Sébastien Ogier  | 8      | 2013, 2014, 2015, 2016, 2017, 2018, 2020, 2021       |
| Juha Kankkunen   | 4      | 1986, 1987, 1991, 1993                               |
| Tommi Mäkinen    | 4      | 1996, 1997, 1998, 1999                               |
| Walter Röhrl     | 2      | 1980, 1982                                           |
| Miki Biasion     | 2      | 1988, 1989                                           |
| Carlos Sainz     | 2      | 1990, 1992                                           |
| Marcus Grönholm  | 2      | 2000, 2002                                           |
| Kalle Rovanperä  | 2      | 2022, 2023                                           |
| Björn Waldegård  | 1      | 1979                                                 |
| Ari Vatanen      | 1      | 1981                                                 |
| Hannu Mikkola    | 1      | 1983                                                 |
| Stig Blomqvist   | 1      | 1984                                                 |
| Timo Salonen     | 1      | 1985                                                 |
| Didier Auriol    | 1      | 1994                                                 |
| Colin McRae      | 1      | 1995                                                 |
| Richard Burns    | 1      | 2001                                                 |
| Petter Solberg   | 1      | 2003                                                 |
| Ott Tänak        | 1      | 2019                                                 |
| Thierry Neuville | 1      | 2024                                                 |

## Vittorie costruttori

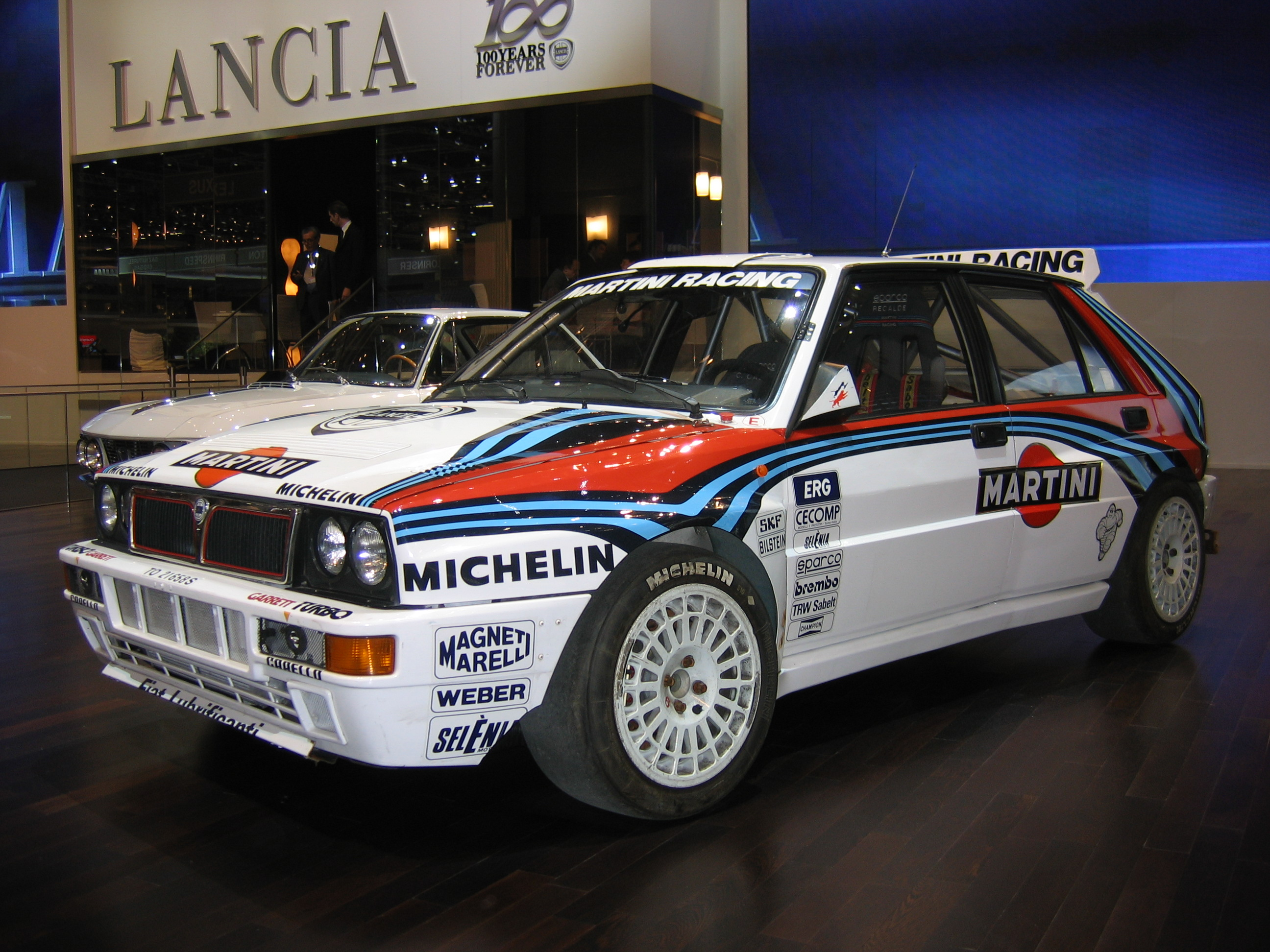
La Lancia è il costruttore a vantare più vittorie nel WRC con 11 campionati costruttori conquistati, di cui 6 consecutivi

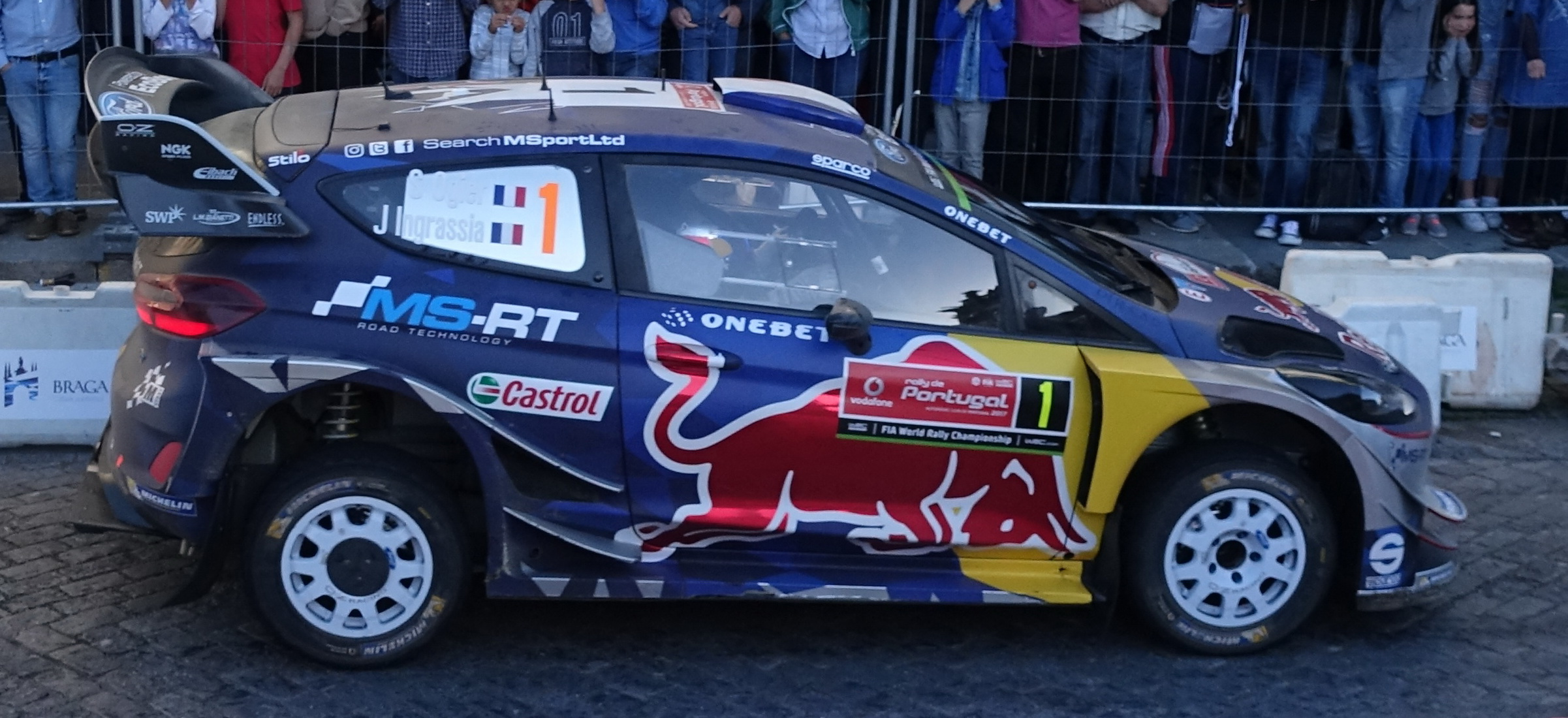
La Ford Fiesta WRC della squadra britannica M-Sport, unica scuderia privata a essersi aggiudicata un mondiale costruttori (nel 2017)

| Costruttore    | Totale | Stagioni                                                         |
| -------------- | ------ | ---------------------------------------------------------------- |
| Lancia         | 11     | 1972, 1974, 1975, 1976, 1983, 1987, 1988, 1989, 1990, 1991, 1992 |
| Citroën        | 8      | 2003, 2004, 2005, 2008, 2009, 2010, 2011, 2012                   |
| Toyota         | 8      | 1993, 1994, 1999, 2018, 2021, 2022, 2023, 2024                   |
| Peugeot        | 5      | 1985, 1986, 2000, 2001, 2002                                     |
| Volkswagen     | 4      | 2013, 2014, 2015, 2016                                           |
| / Ford         | 3      | 1979, 2006, 2007                                                 |
| Subaru         | 3      | 1995, 1996, 1997                                                 |
| FIAT           | 3      | 1977, 1978, 1980 (FIAT/Abarth)                                   |
| Audi           | 2      | 1982, 1984                                                       |
| Alpine-Renault | 2      | 1971, 1973                                                       |
| Hyundai        | 2      | 2019, 2020                                                       |
| Porsche        | 1      | 1970                                                             |
| Talbot         | 1      | 1981                                                             |
| Mitsubishi     | 1      | 1998                                                             |
| M-Sport        | 1      | 2017                                                             |